# Фере, Пьер
Пьер Ив Фере (фр. Pierre Yves Féret; 5 февраля 1830, Эр, Нормандия — 31 июля 1911, Сен-Морис) — французский священнослужитель, аббат, богослов, духовный писатель
 и историк церкви. Доктор богословия.

## Биография
Рукоположен в священники в 1856 году. Служил в епархии Эврё, со времен был назначен руководителем духовной семинарии в Понт-Одеме.
Увлекающийся историей и апологетикой, в 1865 году защитил в Париже докторскую диссертацию по богословию.
Был капелланом бывшей церкви Сент-Женевьевы (теперь Пантеон в Париже, выполнял обязанности капеллана в лицее Сен-Луи. Назначенный почётным каноником-нерезидентом епархии Эврё, позже с 1879 по 1910 год служил приходским священником церкви Сен-Пьер в Шарантон-ле-Пон в Валь-де-Марн.

## Избранные публикации
- «Le Christ devant la critique au second siècle» (1865)
- «La divinité de Jésus attaquée par Celse et défendue par Origène»
- «La Droit divin et la Théologie» (1874)
- «Henri IV et L’Eglise» (1875)
- «Un curé de Charenton au XVII S.» (1881)
- «L’Abbaye de S.-Genéviève et la Congrégation de France» (1883)
- «Le pouvoir Givil devant l’enseignement catholique» (1888)